# Mesochria medicorum
Espèce
Mesochria medicorum est une espèce de diptères nématocères de la famille des Anisopodidae.